# 278 Paulina
278 Paulina este un asteroid din centura principală, descoperit pe 16 mai 1888, de Johann Palisa.